# Akira Nozawa
Akira Nozawa (jap. 野澤 晁, Nozawa Akira; * 5. August 1914 in der Präfektur Hiroshima; † 13. Mai 2000) war ein japanischer Fußballspieler. Er war der Bruder von Masao Nozawa.

## Nationalmannschaft
1934 debütierte Nozawa für die japanische Fußballnationalmannschaft. Nozawa bestritt drei Länderspiele und erzielte dabei drei Tore. Mit der japanischen Nationalmannschaft qualifizierte er sich für die Far Eastern Championship Games 1934.